# Killian Flynn
Killian Flynn OFMCap (ur. 27 maja 1905 w Killybegs, zm. 3 grudnia 1972 w Dublinie) – irlandzki duchowny rzymskokatolicki, kapucyn, misjonarz, prefekt apostolski Wodospadów Wiktorii.

## Biografia
Urodził się jako Vincent Joseph Flynn. W październiku 1922 roku wstąpił do Zakonu Braci Mniejszych Kapucynów i przyjął imię Killian. W czerwcu 1930 otrzymał święcenia prezbiteriatu i został kapłanem swojego zakonu. We wrześniu 1931 wyjechał na misje do Rodezji Północnej, gdzie szybko został przełożonym północnorodezyjskich misji irlandzkich kapucynów.
28 lipca 1936 papież Pius XI mianował go prefektem apostolskim Wodospadów Wiktorii, jako pierwszego ordynariusza powołanej w tym samym roku prefektury apostolskiej. O. Flynn stał na jej czele do 10 marca 1950.
Następnie był sekretarzem generalnym ds. edukacji w Rodezji Północnej. Od 1961 sekretarz generalny Stowarzyszenia Konferencji Episkopatów Afryki Wschodniej, którym był do śmierci. W 1969 był głównym organizatorem podróży apostolskiej Pawła VI do Ugandy, pierwszej historycznej wizyty papieża w Afryce.
Zmarł 3 grudnia 1972 w Dublinie. Pochowany został na Glasnevin Cemetery.

## Odznaczenia
- Kawaler Orderu Imperium Brytyjskiego – za zasługi na rzecz edukacji rdzennej ludności Afryki (1958)
- Pro Ecclesia et Pontifice